# Ernst August von Mandelsloh
Ernst August Freiherr von Mandelsloh (* 18. Juli 1886 in  Wels, Oberösterreich; † 14. Juni 1962 in Neumarkt-Sankt Veit, Bayern) war ein österreichischer Maler und Grafiker.

## Leben
Ernst von Mandelsloh entstammte einer niedersächsischen Adelsfamilie, die über lange Zeit Offiziere und Diplomaten hervorgebracht hatte. Sein Vater, Freiherr Hans von Mandelsloh diente als k.u.k. Generalmajor und nahm an der Schlacht von Königgrätz teil. Seine Mutter Elisabeth war eine geborene Negrelli von Moldelbe. Seine Familie hatte ihn für eine Karriere im Militär vorgesehen. Deshalb besuchte er 1896 die Militärunterrealschule Güns und ab 1900 die Militäroberrealschule in Mährisch-Weissenkirchen, bis er 1903 in die Theresianische Militärakademie in Wiener Neustadt eintrat. Als Offizier hatte er bereits vor und dann im Ersten Weltkrieg bedeutsame Positionen inne. Im August 1919 verlässt er das Heer als Hauptmann im Generalstab und übersiedelt nach Frankfurt am Main.
Der ehemalige Fliegeroffizier bildete sich erst nach Ende des Ersten Weltkriegs autodidaktisch als Maler aus – allerdings gefördert von Kurt von Unruh und Max Beckmann. 1921 war er als Hospitant im Wintersemester an der Städelschule bei dem Bildhauer Emil Hub.
Mandelsloh blieb aber der Malerei und Graphik treu. 1926 war er erstmals an einer Ausstellung in Darmstadt beteiligt. Einen Schwerpunkt seiner Arbeiten stellten Bilder von Industriebauwerken dar. Daneben widmete er sich der Landschaftsmalerei.
Am 1. März 1927 heiratete er Sophie, geborene Gräfin Goess. 1930 kehrte er nach Österreich zurück und ließ sich in Gmunden am Traunsee nieder. In dieses Jahr fällt auch die entscheidende Begegnung mit Rudolf G. Binding. In Gmunden übernahm er die künstlerische Leitung der Keramikmanufaktur Schleiss.
Von 1931 bis 1939 wurde Mandelsloh durch Vermittlung von Sergius Pauser Mitglied der Wiener Sezession und erhielt 1932 und 1934 den Staatspreis der Republik Österreich. Er zählte zum Kreis der Zinkenbacher Malerkolonie. Er war auch Mitglied und letzter Vorsitzende der Innviertler Künstlergilde in der Zeit vor dem Zweiten Weltkrieg.
Zum 20. Juli 1932 trat er der NSDAP bei (Mitgliedsnummer 1.206.335) und schloss sich auch der SA an. 1933 wechselte er von dieser zur SS. Er stellte auf der Ausstellung „Berge und Menschen der Ostmark“ im Wiener Künstlerhaus 1939 aus und durfte am 10. Juni 1939 die Eröffnung der ersten Kunstausstellung des Künstlerbundes Oberdonau vornehmen. Am 23. Oktober 1940 wurde er zum Leiter der Meisterschule für Kunsterziehung an höheren Schulen berufen, ab dem 1. Oktober 1941 war er Leiter der Meisterschule für Kunsterziehung an der Akademie der bildenden Künste in Wien. Als Landesleiter für Bildende Künste im Reichsgau Oberdonau und „Berichtsverpflichteter“ des Heydrichschen SS-Sicherheitsdienstes spielte Mandelsloh kunstpolitisch eine zwiespältige Rolle, er setzte sich beispielsweise für Sergius Pauser oder auch Alfred Kubin ein und machte auch aus seinen Sympathien für den offiziell als „entartet“ gebrandmarkten Expressionismus kein Hehl. Dank seiner Nähe zum NS-Regime wurde er auch 1941 bis 1942 Professor für Aquarellmalerei und Kunsterziehung an der Akademie der bildenden Künste Wien. Wegen der Erkrankung seiner Frau verzichtete er 1943 auf seine Position in der Akademie und zog sich nach Gmunden zurück.
1945 wurde Mandelsloh als Nationalsozialist verhaftet und im Lager Glasenbach interniert. 1946 wurde er in das Lager Kornwestheim bei Ludwigsburg überstellt. Am 25. Juni 1947 starb seine Frau Sophie, ohne ihren Gatten wiedergesehen zu haben.
Nach seiner Freilassung am 2. Dezember 1947 zog Mandelsloh zu seinen Geschwistern Reta, Kurt und Franz nach Neumarkt-St. Veit in das dortige Klosterstift. 1948 richtete er im Stift ein eigenes Atelier ein. Ab Herbst 1950 begann er mit Illustrationen zu Heliopolis von Ernst Jünger, es ergaben sich auch persönliche Beziehungen zu Ernst Jünger, dessen Werke für ihn Anlass zu weiteren Arbeiten waren, die auf mehreren Ausstellungen gezeigt wurden (1952: Städtische Galerie in München, Ausstellung in Saulgau/Oberschwaben, 1953: Stadtbibliothek Darmstadt, Stadtbibliothek Reutlingen, 1955: Goslar). Ebenso blieb seine Freundschaft zu Alfred Kubin bestehen.
Am 14. Juni 1962 starb Ernst August Freiherr von Mandelsloh im Stift St. Veit in Neumarkt-St. Veit.

## Rezeption
- Die Ausstellung Ernst August von Mandelsloh. Maler zwischen Parteitreue und künstlerischer Freiheit im Museum Innviertler Volkskundehaus vom 3. Februar bis 15. April 2023 wurde als unreflektiert kritisiert, weil sie die Arbeiten von Mandelsloh ohne entsprechende Kontextualisierung zeigt.[5]